# Austin Czarnik
Austin Czarnik (* 12. Dezember 1992 in Washington Township, Michigan) ist ein US-amerikanischer Eishockeyspieler, der seit Juli 2025 beim Lausanne HC aus der National League unter Vertrag steht und dort auf der Position des Centers spielt. Zuvor absolvierte Czarnik unter anderem über 200 Spiele für die Boston Bruins, Calgary Flames, New York Islanders, Seattle Kraken und Detroit Red Wings in der National Hockey League (NHL).

## Karriere
Czarnik verbrachte seine Juniorenzeit in der North American Hockey League (NAHL) und United States Hockey League (USHL). Zunächst war er dort von 2008 bis 2010 für das US National Team Development Program des US-amerikanischen Eishockeyverbandes USA Hockey aktiv. Zur Saison 2010/11 wechselte er innerhalb der USHL zu den Green Bay Gamblers, nachdem er altersbedingt aus dem Förderprogramm des Verbandes ausgeschieden war. Nach einem Jahr in Green Bay begann der Mittelstürmer ein Studium an der Miami University im Bundesstaat Ohio zu verfolgen. Bedingt dadurch spielte er in den folgenden vier Jahren auch für das Eishockeyteam der Universität – zunächst in der Central Collegiate Hockey Association (CCHA), später in der neu eingeführten National Collegiate Hockey Conference (NCHC) – im Spielbetrieb der National Collegiate Athletic Association (NCAA). Im Verlauf der vier Jahre sammelte Czarnik zahlreiche Auszeichnungen, darunter in seinem zweiten Jahr die Wahl zum CCHA-Spieler des Jahres und der Ernennung unter die zehn Finalisten um den Hobey Baker Memorial Award. Gekrönt wurde seine Zeit an der Universität allerdings vom Gewinn des Divisionstitels in der NCHC am Ende der Saison 2014/15, die zugleich sein letztes Jahr im Collegespielbetrieb darstellte.
Kurz nach Beendigung der Collegesaison wurde der ungedraftete Free Agent Ende März 2015 von den Boston Bruins aus der National Hockey League (NHL) verpflichtet. Diese setzten ihn im Verlauf der restlichen Saison sowie die gesamte Spielzeit 2015/16 bei den Providence Bruins, ihrem Farmteam in der American Hockey League (AHL) ein. Mit 61 Punkten in 68 Partien verdiente sich der Center eine Nominierung für das AHL All-Rookie Team. Zu Beginn der Saison 2016/17 feierte Czarnik schließlich sein NHL-Debüt für Boston. Nach der Saison 2017/18 wurde sein auslaufender Vertrag allerdings nicht verlängert, sodass er im Juli 2018 als Free Agent einen Zweijahresvertrag bei den Calgary Flames unterzeichnete. In gleicher Weise schloss er sich im Oktober 2020 den New York Islanders an. Dort kam er im Verlauf der Spielzeit 2020/21 lediglich zu vier NHL-Einsätzen und pendelte mit Beginn der Saison 2021/22 zwischen dem NHL-Kader New Yorks und dem des Kooperationspartners Bridgeport Islanders in der AHL. Im Februar 2022 wurde der Mittelstürmer über die Waiver-Liste von den Seattle Kraken ausgewählt, die damit seinen laufenden Vertrag übernahmen. Nur einen Monat später kehrte er jedoch auf demselben Weg nach New York zurück. Im Juli 2022 schloss er sich dann als Free Agent den Detroit Red Wings an und war dort zwei Jahre sowohl für Detroit in der NHL als auch deren AHL-Kooperationspartner Grand Rapids Griffins aktiv.
Zur Saison 2024/25 wechselte der US-Amerikaner erstmals nach Europa, indem er sich dem SC Bern aus der Schweizer National League anschloss und dort einen Einjahresvertrag unterzeichnete. Czarnik schloss die Qualifikationsrunde mit 56 Punkten als PostFinance Top Scorer ab. Zudem war er gemeinsam mit Chris DiDomenico auch ligaweit bester Vorlagengeber. Seine Leistungen führten dazu, dass er im Frühjahr innerhalb der Liga im Lausanne HC einen neuen Arbeitgeber fand.

### International
Auf internationaler Bühne vertrat Czarnik sein Heimatland bei der U18-Junioren-Weltmeisterschaft 2010 und der U20-Junioren-Weltmeisterschaft 2012. Dabei gewann er mit dem US-amerikanischen Team im Jahr 2010 den Weltmeistertitel der U18-Junioren. Zum Titelgewinn steuerte er in sieben Spielen sechs Scorerpunkte, darunter fünf Tore, bei. Bei der U20-Junioren-Weltmeisterschaft belegte er mit dem Team den siebten Rang.

## Erfolge und Auszeichnungen
| - 2011 Teilnahme am USHL All-Star Game - 2012 CCHA All-Rookie Team - 2013 CCHA First All-Star Team - 2013 CCHA Player of the Year - 2013 NCAA West First All-American Team - 2014 NCHC First All-Star Team - 2014 NCAA West Second All-American Team - 2015 NCHC-Meisterschaft mit der Miami University | - 2015 NCHC Second All-Star Team - 2015 NCAA West Second All-American Team - 2016 AHL All-Rookie Team - 2018 Teilnahme am AHL All-Star Classic - 2018 AHL Second All-Star Team - 2025 PostFinance Top Scorer - 2025 Bester Vorlagengeber der NL-Hauptrunde (gemeinsam mit Chris DiDomenico) |

### International
- 2010 Goldmedaille bei der U18-Junioren-Weltmeisterschaft

## Karrierestatistik
Stand: Ende der Saison 2024/25

### International
Vertrat die USA bei:
- U18-Junioren-Weltmeisterschaft 2010
- U20-Junioren-Weltmeisterschaft 2012

(Legende zur Spielerstatistik: Sp oder GP = absolvierte Spiele; T oder G = erzielte Tore; V oder A = erzielte Assists; Pkt oder Pts = erzielte Scorerpunkte; SM oder PIM = erhaltene Strafminuten; +/− = Plus/Minus-Bilanz; PP = erzielte Überzahltore; SH = erzielte Unterzahltore; GW = erzielte Siegtore; 1 Play-downs/Relegation; Kursiv: Statistik nicht vollständig)